# Oltion Luli
Oltion Luli (Shkodër, 18 augustus 1969) is een Albanees voormalig atleet, die zich had toegelegd op de sprint.

## Biografie
In 2000 nam Luli deel aan de Olympische Spelen In Sydney. Luli werd hierbij uitgeschakeld in de reeksen van de 100 meter sprint. 

## Persoonlijke records
Outdoor
| Onderdeel | Prestatie    | Datum       | Plaats    |
| --------- | ------------ | ----------- | --------- |
| 100 m     | 10,73 s      | 6 juni 1998 | Belgrado  |
| 200 m     | 21,59 s (NR) | 30 mei 1998 | Luxemburg |

Indoor
| Onderdeel | Prestatie    | Datum            | Plaats  |
| --------- | ------------ | ---------------- | ------- |
| 60 m      | 6,91 s       | 22 februari 1998 | Piraeus |
| 200 m     | 21,90 s (NR) | 22 februari 1998 | Piraeus |

## Palmares

### 100 m
- 2000: 8e in de reeksen OS - 11,08 s